# 高橋政彦
高橋 政彦（たかはし まさひこ）は、日本のプロデューサー、演出家、翻訳家、著述家である。日本映画ペンクラブ会員。

## 主な作品

### 映画
- 彼のオートバイ、彼女の島（1986年、東宝・角川映画）
- 東映『玄海つれづれ節』1986
- レディ! レディ READY! LADY（1989年、アルゴ・プロジェクト）
- 雪のコンチェルト（1991年、松竹)
- ゴジラ FINAL WARS（2004年、東宝）
- ウルルの森の物語（2009年、東宝)アシスタントプロデューサー
- カイジ2 人生奪回ゲーム（2011年11月5日、東宝）
- 桐島、部活やめるってよ（2012年）アシスタントプロデューサー
- 映画 ST 赤と白の捜査ファイル（2015年1月10日、東宝）プロデューサー
- ホワイトリリー (2016年、日活)プロデューサー
- 日活『風に濡れた女』2016 プロデューサー
- アンチポルノ（2017年1月28日)プロデューサー
- さらば青春、されど青春。（日活配給、幸福の科学出版製作、2018年5月12日）
- 世界から希望が消えたなら。（日活配給、幸福の科学出版製作、2019年10月18日）
- mk2 Comédie『Les miserables』2020
- Comédie 『PURE AS SNOW』2020
- ＷＤ『The Little Mermaid 』2021
- mk2 Comédie『Restaurants à Paris』2021
- mk2 Comédie『L'Oiseau bleu』2021

### テレビドラマ
- 母さん家においでよ（1986年9月 - 1987年10月、TBS / CAL）
- おんな風林火山（1986年10月 - 1987年3月、TBS / 大映テレビ）
- 痛快!婦警候補生やるっきゃないモン!（1987年3月29日 - 9月27日、テレビ朝日）
- 新人類スチュワーデス二人旅（1987年6月3日、TBS)
- 夢に見た日々（1989年10月19日 - 12月21日、ANB）
- 素敵にダマして!（1992年 日本テレビ）
- キライじゃないぜ（1992年、TBS)
- あの日に帰りたい （1993年1月11日 - 3月22日、フジテレビ）
- 死刑台のエレベーター（1993年、フジテレビ）
- もう涙は見せない（1993年、フジテレビ）※
- 最高の片想い (1995年1～3月、水9枠)
- 恋人よ (1995年10月 - 12月、木10枠）-  脚本：野沢尚
- D×D（1997年7月5日-9月20日）
- おそるべしっっ!!!音無可憐さん（1998年 ANB）
- ボーイハント（1998年7月 - 9月、フジテレ系）
- 沙粧妙子-最後の事件-　SASHOW THE LAST CASE
- 『沙粧妙子 - 帰還の挨拶 -』（THE RETURN SALUTE SASHOW）(1997)
- アフリカの夜（1999年）
- ナースのお仕事(1999年)
- 危険な関係（1999年）
- 太陽は沈まない（2000年）
- カバチタレ!（2001年)
- 救命病棟24時第2シリーズ（2001年）
- ロング・ラブレター〜漂流教室〜（2002年）
- ランチの女王（2002年）
- 熱烈的中華飯店（2003年)
- Dr.コトー診療所 第一期（2004年10月）
- Dr.コトー診療所2004（2004年）
- 初仕事納め (2005年、フジテレビ)
- 不機嫌なジーン（2005年）
- 飛鳥へそしてまだ見ぬ子へ、、 (2005年、フジテレビ)
- ドリーム☆アゲイン（2007年、日本テレビ）
- OLにっぽん（2008年10月 - 12月、日本テレビ系）海外担当プロデューサー
- 七瀬ふたたび（2008年10月9日 - 12月11日、NHK）
- 左目探偵EYE（2009・2010年）アシスタントプロデューサー
- 離婚シンドローム（2010年、日本テレビ）アシスタントプロデューサー
- 臨死!!江古田ちゃん（2011年1月 - 7月、日本テレビ） - メイキング
- ドン★キホーテ（日本テレビ,AX-ON,2011年)宣伝担当
- 東京全力少女（2012年10月期連続ドラマ）アシスタントプロデューサー
- フレネミー -どぶねずみの街-（2013年）アシスタントプロデューサー
- オンナ♀ルール 幸せになるための50の掟（2013年）アシスタントプロデューサー
- 花咲くあした（2014年、NHK BSプレミアム)アシスタントプロデューサー
- 東京ガードセンター（2014年4月10日 - 6月26日、Dlife）アシスタントプロデューサー
- 永遠のぼくら sea side blue（2015年）アシスタントプロデューサー
- ドラマスペシャル「狙撃」（2016年10月2日、テレビ朝日）ラインプロデューサー
- ゆとりですがなにか 純米吟醸純情編（2017年）協力プロデューサー
- NHKスペシャル 詐欺の子（2019年3月23日、NHK名古屋）
- JOKE2022〜パニック配信！（2020年3月10日、NHK・AXON)
- 24 JAPAN (2020年10月9日 - 2021年3月26日、テレビ朝日）ラインプロデューサー
- 卒業式に、神谷詩子がいない（2022年2月27日 - 3月27日、日本テレビ）

### 配信ドラマ
- 世界の終りに咲く花（2010年9月20日 - 11月23日、BeeTV）アシスタントプロデューサー
- Hulu『山岸ですがなにか』プロデューサー

### テレビバラエティ番組
- ショコラ2010

### ミニ枠
- 『ONOFFの秘密』2010